# Holocausto (banda)
Holocausto foi uma banda de black/thrash metal de Belo Horizonte, Brasil, formada em 1985.

## História
Dentro da série Remasters foi relançado pela primeira vez em CD um dos trabalhos mais polêmicos da Gravadora Cogumelo Records. Trata-se de um álbum da banda Holocausto, originária de Belo Horizonte-MG. É o primeiro álbum de sua carreira após ter participado da coletânea Warfare Noise I juntamente com as bandas Sarcófago, Mutilator e Chakal. Todo o destaque se deve ao estilo de som da banda denominado War Metal, uma vertente dentro do Metal que aborda letras sobre guerras, desordem e abusos dos poderes militares, religiosos e políticos.

### Retorno
Em 2006 a banda Holocausto voltou com a formação original do álbum "Campo de Extermínio" e gravou o álbum “De Volta ao Front”.
Em 2016 lançou War Metal Massacre pelo selo Nuclear War Now! Productions.

### Fim das atividades
Em 2019 alguns meses antes do lançamento do álbum "Diário de Guerra" a banda decidiu se separar devido a desentendimentos dos membros.
Alguns meses depois o guitarrista e vocalista da banda "Valério Exterminator" fundou o "Holocausto War Metal" uma banda criada para relembrar do Holocausto que começou o gênero do war metal.

## Integrantes

### Formação final
- Rodrigo Führer - vocal (1985-87, 2004-10, 2015-2019), bateria (1988-94, 2004-10)
- Valério Exterminator - guitarra e vocal (2004-2019), guitarra (1985-87)
- Anderson Guerrilheiro - baixo e vocal  (1988-89, 2004-2019), baixo (1986-89)

### Antigos membros
- Marco Antônio - baixo (1985-1986)
- Armando Nuclear Soldier - bateria (1987)
- Renato da Costa - guitarra (1988-1992)
- João Marcelo - baixo (1989-1994)
- Rossano Polla - vocal (1989-1994)
- Rodrigo dos Anjos - guitarra (1992-1994)
- Nedson Warfare - bateria (1985-87, 2015-2017)

## Discografia
Álbuns de estúdio
- Campo de Extermínio (1987)
- Blocked Minds (1988)
- Negatives (1991)
- Tozago as Deismno (1993)
- De volta ao Front (2005)
- War Metal Massacre (2016)
- Diario de Guerra (2019)

Coletâneas
- Warfare Noise|Warfare Noise I (1986)
- The Lost Tapes of Cogumelo (1990)
- Negatives + Blocked Minds (2019)